# نظم نوین جهانی (تئوری توطئه)

عبارت لاتین Novus ordo seclorum که بر پشت نشان بزرگ ایالات متحدهٔ آمریکا نقش بسته به معنی «نظم نوینِ زمانه‌ها» است. این جمله توسط علاقه‌مندان به نظریه‌های توطئه در قرن بیستم «نظم نوین جهانی» ترجمه شده است.

در اصطلاح، نظم نوین جهانی (به انگلیسی: New World Order یا NWO) به پیدایش حکومتی تمامیت‌خواه برای سلطه بر همهٔ جهان گفته می‌شود.
درون‌مایهٔ معمول نظم نوین جهانی پایگاه سری قدرتی از نخبگان بین‌المللی در نظر گرفته می‌شوند که فهرست بلندبالایی از اقداماتی که باید در سطح جهان انجام دهند در دست دارند و در حال دسیسه‌چینی برای حاکمیت بر جهان از طریق یک حکومت جهانی شیطانی، اقتدارگرا و قدرت‌طلب هستند؛ حکومتی که جایگزین حاکمیت تمامی کشورهای مستقل جهان شود تحت حاکمیت شیطان. نظم نوین جهانی به پروپاگاندایی که در راستای القای برقراری حکومت جهانی به عنوان نقطهٔ عطف پیشرفت تاریخ و حد اعلای آن انجام می‌گیرد نیز گفته می‌شود. طرح‌ریزی رخدادهای مهمی در سیاست و اقتصاد جهان به گروه‌های تأثیرگذار کوچکی نسبت داده می‌شوند که از طریق سازمان‌های صوری متعددی انجام می‌گیرند. تلاش برای تسلط بر جهان از جانب گروه‌های سیاسی و سری کوچک طی حوادث تاریخی و کنونی متعدد، جزئی از نقشهٔ دست‌یابی به سلطهٔ جهانی در نظر گرفته شده‌اند.
پیش از دههٔ ۹۰ م. بیشتر معتقدان به این تئوری توطئه یا راست‌گرایان ضدحکومتی یا مسیحیان اصول‌گرا بوده است.
لازم است ذکر شود سند ۲۰۳۰ یکی از دلایل موافقان این تئوری است؛ زیرا این سند در نظر دارد تمامی کشور هارا با قانون واحدی متحد و اداره نماید

## سایر تئوری‌ها

### آخرالزمان
برخی علاقه مندان به نظریات تئوری توطئه، در مورد تئوری توطئه که نتیجه آن تکمیل شدن پیشگوییهای کتاب مقدس باشد صحبت کرده‌اند. در این تئوریها فردی به نام ضدمسیح در آخرالزمان سعی در ایجاد یک حکومت جهانی ضد دین و ضدمسیح خواهد کرد. این پیشگوییها عمدتاً از کتاب دانیال، کتاب حزقیال و مکاشفه یوحنا گرفته شده است. در این تئوریها گروهی از افراد با قبول کردن شیطان به قدرتی جادویی و ماورا طبیعه دست پیدا کردند که به کمک آن سعی در ایجاد یک حکومت بین‌المللی تمامیت‌خواه دارند. این حکومت توسط شیطان، پیامبر و ضدمسیح رهبری می‌شود. از نظر آنها این پیامبر آخرین رئیس کلیسای کاتولیک است.
در مقابل برخی پژوهشگران حوزهٔ مسیحی می‌گویند که نظریه «نظم نوین جهانی» نه تنها هیچ پایه ای در کتاب مقدس ندارد، بلکه ضد کتاب مقدس و اساساً ضد مسیحیت است.

### فراماسونری

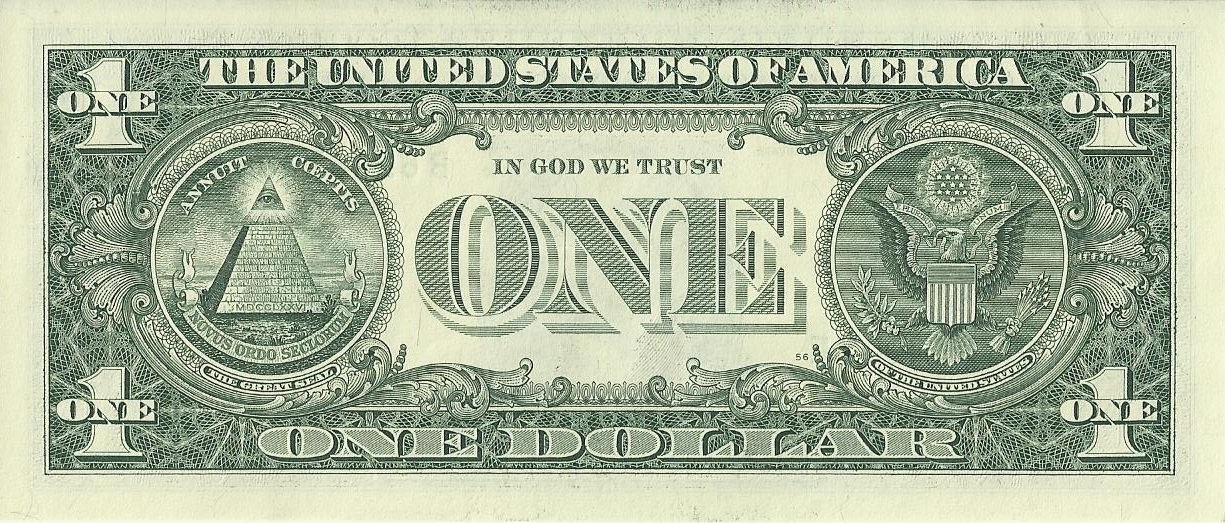
پشت اسکناس یک دلاری آمریکا که از نظر علاقه مندان به تئوری توطئه بهمراه نشانه‌هایی از هرم نظم نوین جهانی و یک چشم است.

گفته می‌شود که فراماسونری قدیمیترین سازمان مخفی است که از قرن ۱۶ در انگلستان ایجاد شد. تئوریهای توطئه زیادی از قدیم در مورد فراماسونری وجود دارند. بعضی از این تئوریها در مورد شیطان‌پرستی در فراماسونری صحبت می‌کنند. بعضی تئوریسینهای توطئه عقیده دارند که شه پدران مؤسس ایالات متحده که همگی عضو لژهای فراماسونری بودند در بسیاری از سمبلهای حکومت این کشور پیامهای ماسونی قرار داده‌اند. این پیامها به اعتقاد این افراد در واشینگتن دی سی یا بر روی سمبل اعظم ایالات متحده یافت می‌شوند. این افراد اعتقاد دارند که وجود هرم تکمیل نشده یا عبارت نوو اوردر سکولوروم بر روی سمبلهای ایالات متحده یا اسکناس یک دلاری در مورد تئوری توطئه برای ایجاد نظم نوین جهانی است.
در مقابل، منتقدان استدلال می‌کند که این اتهامات چندین واقعیت را نادیده می‌گیرد؛ زیرا بسیاری از لژها مستقل هستند، به این معنی که به تنهایی عمل می‌کنند و دستور کار مشترکی ندارند. به علاوه، دیدگاه آنها ترجیح خاصی را نشان نمی‌دهد. از این رو، این تئوری توطئه اشتباه است و هیچ اجماعی بین فراماسون‌ها در مورد آنچه یک دولت ایده‌آل به نظر می‌رسد وجود ندارد.

### پروتکل بزرگان صهیون
پروتوکل زعمای صهیون گروهی از نوشتارهای یهودستیزانه است که از سال ۱۹۰۳ منتشر شد. در این تئوری توطئه یک همکاری مخفی بین فراماسونری و یهودیان برای کنترل دنیا وجود دارد. پروتکل‌ها دارای تئوریهای ضد فراماسونری هستند که با نوشتارهای ضدیهودی عجین شده‌اند. در پروتکل‌ها نوشتارهای ضد عصر روشنگری و حمایت از سیستم پادشاهی و تزار روسیه یافت می‌شود. از این رو بعضی نوشتن پروتکل‌ها را به طرفداران تزار در زمان انقلاب روسیه نسبت می‌دهند.

## انتقاد
برخی منتقدان با تکیه بر اصطلاحات روان‌شناسی این نظریهٔ را برآمده از پارانویا قلمداد می‌کنند با این فرضیه که فرد به دلیل عدم احساس استقلال در تصمیم‌گیری‌های کلان، احساس می‌کند که نیروهای خارجی در پسِ پرده ماجرا هستند.